# Эрлер, Эрих
Эрих Эрлер-Замаден (нем. Erich Erler-Samaden; 16 декабря 1870[…], Зомбковице-Слёнске, Нижнесилезское воеводство — 19 июня 1946[…], Иккинг, Американская зона оккупации Германии) - немецкий художник мюнхенской школы, сотрудник авангардистского художественного журнала Die Jugend. Старший брат художника Фрица Эрлера. 

## Жизнь и творчество
Первоначальное увлечение и первой специализацией Эриха Эрлера была книжная печать и графика. Работал редактором в силезском Швейднице, создал несколько художественных циклов, в частности «Танец смерти»» (Totentanz) и «Нибелунги» (Die Nibelungen). Будучи больным туберкулёзом, уезжает на лечение в Англию. Здесь Эрлер начинает рисовать темперой. Художник знакомится с врачом и коллекционером произведений искусства Оскаром Бернгардом и живописцем Джованни Сегантини. Вернувшись в Бреслау, он, как и его брат, входит в круг творческой интеллигенции, группирующейся вокруг семьи Нейссер, и в которую входили также такие фигуры, как Рихард Штраус и Герхард Гауптман, а также ряд влиятельных немецких политиков. С 1900 года Эрих Эрлер живёт и работает в Мюнхене, где у него было своё художественное ателье. Входил в объединение художников Камбала (Die Scholle), вместе с другими членами которой участвует в выставке, проводимой в мюнхенском Стеклянном дворце (Glaspalast). В 1902 году его картину приобретает крупнейший художественный музей Баварии, мюнхенская пинакотека. Наибольшую известность, в том числе за границами Германии, получили полотна Эрлера, посвящённые горным пейзажам. В годы Первой мировой войны записался добровольцем в армию, несмотря на заболевание туберкулёзом. В результате его фронтовых впечатлений появился цикл графических произведений «Война» и «С фронта». После окончания военных действий жил в баварском Иккинге и занимался сельским хозяйством, желая лучше узнать крестьянский быт. 
В годы правления в Германии национал-социалистов Эрих Эрлер входил в число наиболее значительных живописцев Третьего рейха и был лично Адольфом Гитлером внесёт в список Gottbegnadeten-Liste, наиболее ценных деятелей культуры Германии. После окончания Второй мировой войны многие работы Эриха Эрлера были конфискованы оккупационными властями в Германии и больше не выставлялись.

## Галерея

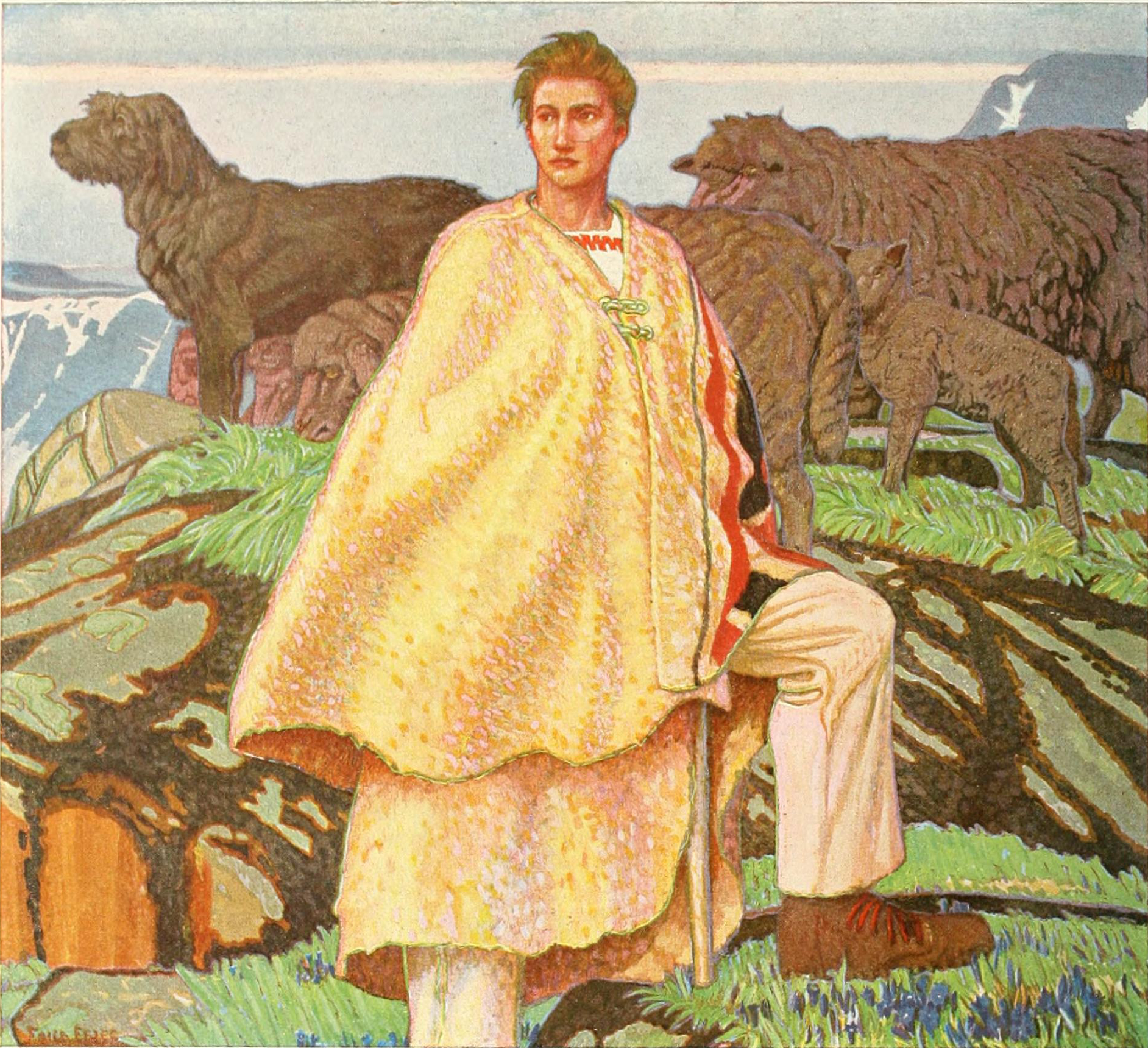
Давид (1913)
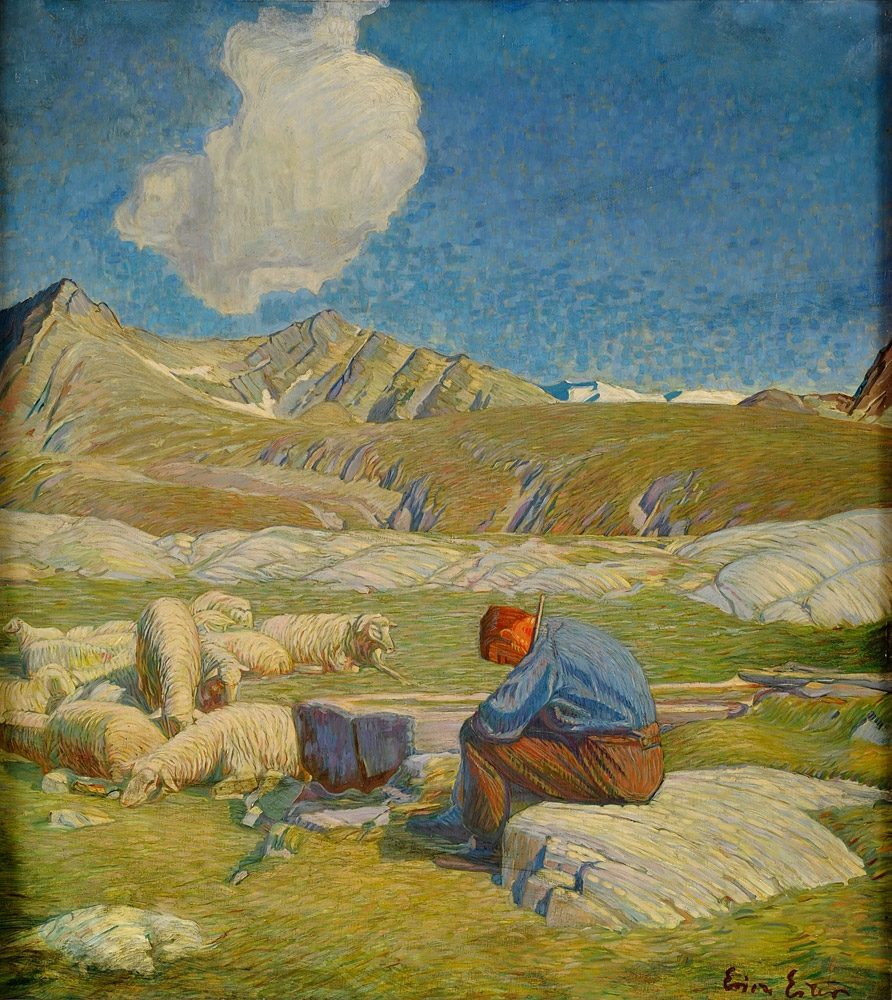
Отдыхающий пастух с отарой
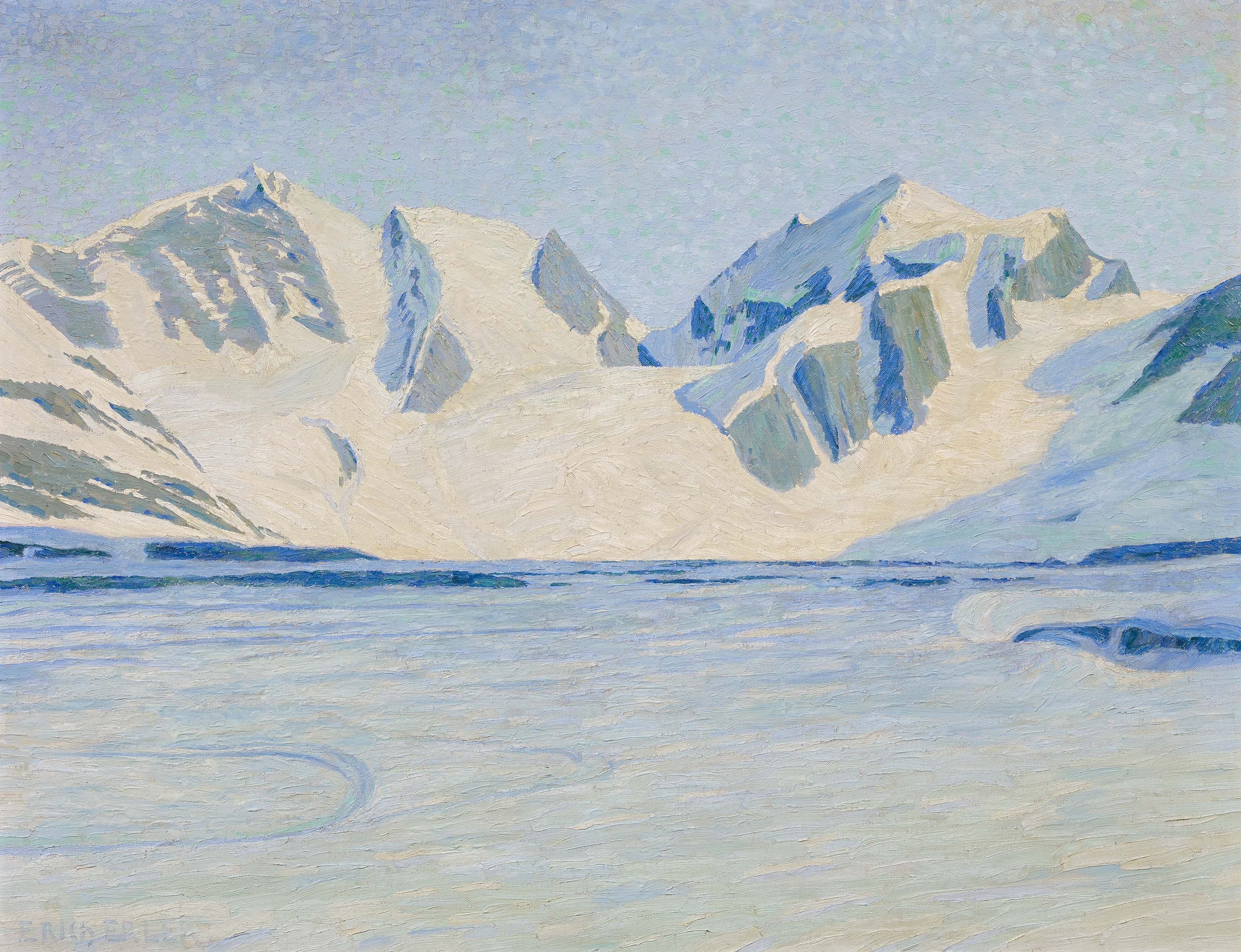
Зимний день в Альпах
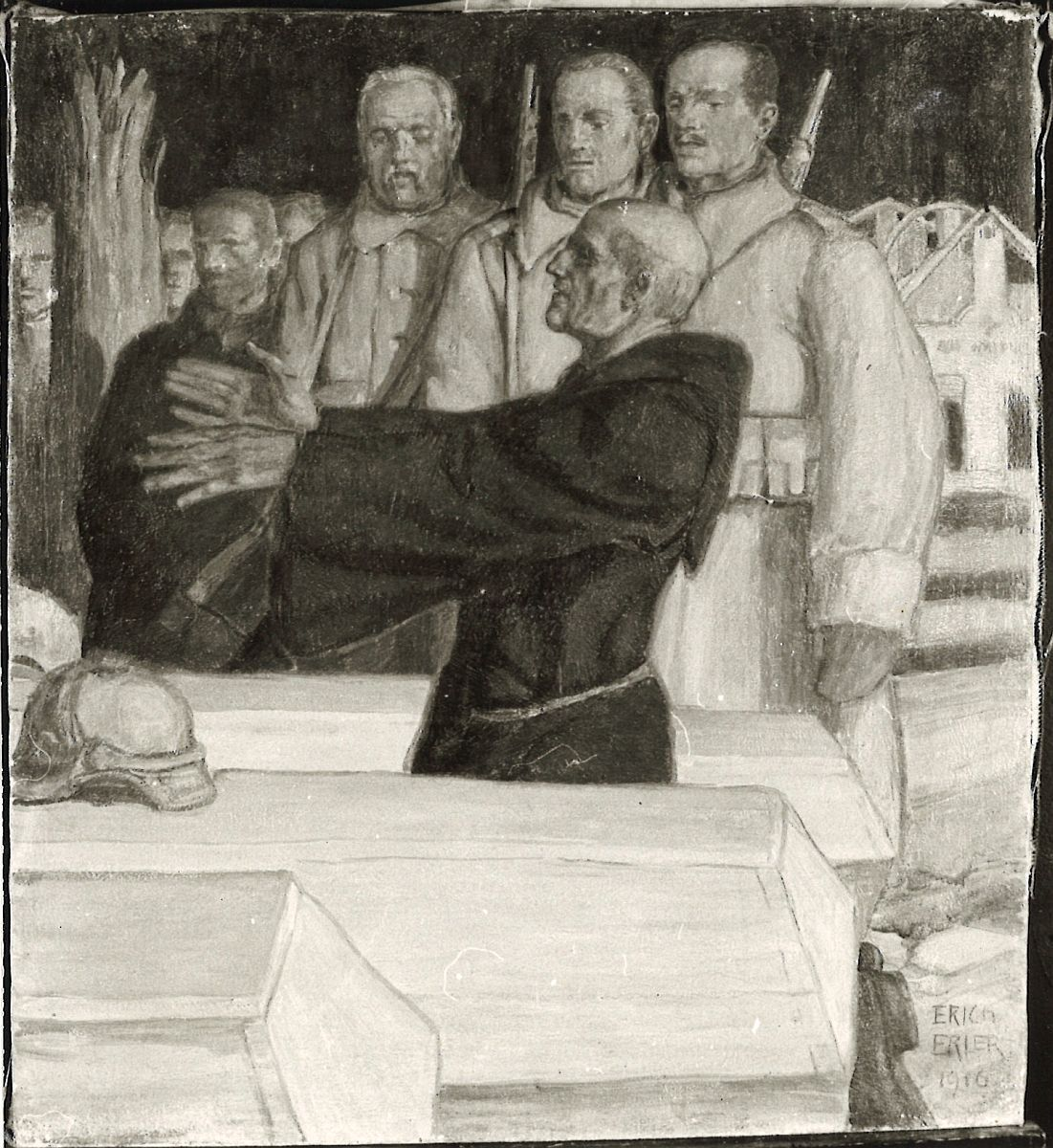
Похороны солдата (графика)
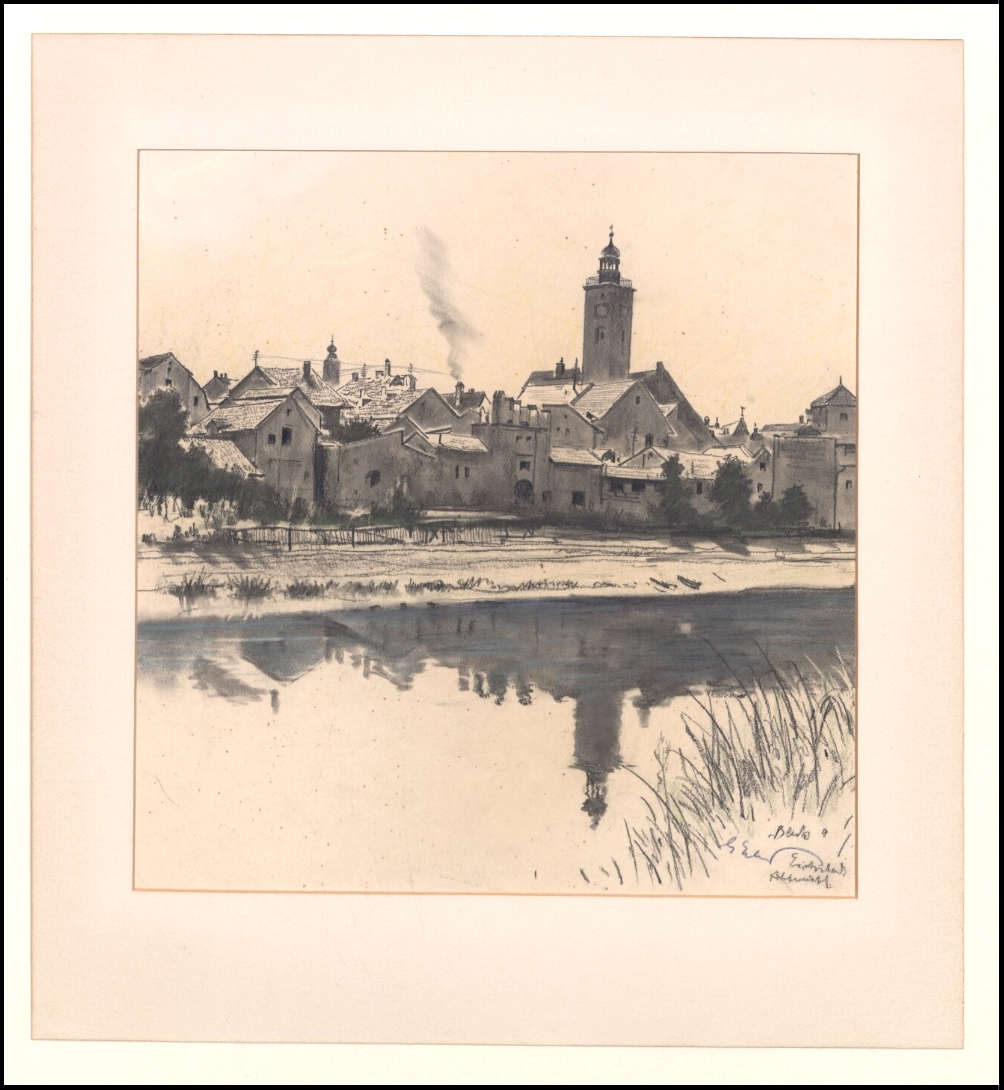
Эйхштедт. Мельница (ок. 1915, рисунок углём).

## Избранные работы
- Художественные циклы: Танец смерти, Нибелунги, Война (Krieg), С фронта (Von der Front).
- 1921: Приключенческий Симплициссимус (Abenteuerlicher Simplicissimus). 20 графических работ. Hanfstaengl, Мюнхен.
- 1939: Ева, обнажённая в окружении животных (Eva. Nackte mit allerlei Getier), Дом германского искусства, Мюнхен.
- 1943: Кровь и почва (Blut und Boden) (холст, масло).

## Дополнения
- Эрлер, Эрих в Немецкой национальной библиотеке.